# Сафронова, Наталья Борисовна
Ната́лья Бори́совна Сафро́нова (род. 20 марта 1957, Магдебург, ГДР) — писательница, драматург, ученый, преподаватель, телеведущая.
Работает в Институте отраслевого менеджмента РАНХиГС, институте экономики, управления и коммуникаций в сфере строительства и недвижимости Московский государственный строительный университет.

## Биография
Родилась в семье военного. В 1974 году окончила среднюю школу № 773 в г. Москва.
В 1980 году с отличием окончила Московский государственный историко-архивный институт, факультет научно-технической информации.
1979 по 1982 год работала в Институте социологических исследований АН СССР под руководством профессора В. И. Чупрова.
С 1982 по 1984 год училась в очной аспирантуре.
В 1984 году Н. Б. Сафроновой под руководством профессора, лауреата Ленинской премии В. Р. Серова была защищена диссертация на соискание ученой степени кандидата технических наук по специальности 05.25.02.
С 1984 по 1989 годы занимала должность старшего научного сотрудника научно-исследовательского сектора, под её руководством выполнялись научно-исследовательские работы.
В 1990 была избрана на должность доцента кафедры социального управления Государственной академии сфера быта и услуг, в 1992 году получила звание доцента.
В 1990—1994 годах работала экспертом по маркетингу и управлению в российско-итальянской консалтинговой компании «Содиет», выполняла и руководила выполнением маркетинговых исследований по заказам зарубежных фирм.
В 1995—1996 годах выступала в России и за рубежом с лекциями об особенностях российского рынка, о проблемах маркетинга, о развитии малого бизнеса.
1997—2010 — доцент кафедры менеджмента в Институте технологии экономики и предпринимательства МЭИ (ТУ).
1997 — начала писательскую карьеру выходом в свет книги рассказов «Неоконченное».
2000 — заканчивает работу над пьесой «Барокамера», ведутся переговоры с Красноярским драматическим театром о постановке пьесы (не состоялась).
2003 — Крупнейшее российское издательство «АСТ» выпустило книгу Натальи Сафроновой «Лабиринты любви», включающую две повести: «Испанский вояж» и «Лабиринты любви».
2004 году вышла книга для подростков «Балл для Алины» /Издательство АСТ, 2004 г./.
2005 году продолжение истории дружбы подростков «Погоня за любовью» /Издательство АСТ, 2005 г./.
2005 — журнал «Новый век» № 2, 2005 публикует рассказ «Алка — тело».
2006 — членство в Московском Доме Ученых РАН.
2007 год — газета «Московия литературная № 7» публикует подборку стихов.
2007 год — членство в Союзе писателей РФ.
2007 год — издательство АСТ опубликовала в серии «Русский» роман опубликовала книгу «Мозаика любви» о встрече одноклассников двадцать лет спустя.
2006-08 годы — работа над сценариями для телевизионных проектов по повестям «Испанский вояж» и «Лабиринты любви» (не реализованы).
2008 год — выход в свет книги «Один из первых», посвященной духовному подвигу первых христиан.
С 2009 года центр интересов смещается от творчества к науке и преподавательской деятельности.
В 2009 году выходит в рамках программы «Приоритетные национальные проекты» учебное пособие «Менеджмент в социальной сфере»
В 2010 году издательский дом МЭИ выпускает учебное пособие Н. Б. Сафроновой и И. Е. Корнеевой «Маркетинг», а в 2012 году в издательско-торговой корпорации «Дашков и К» выходит пособие «Маркетинговые исследования»
2010 — начало работы в РАНХиГС в должности заместителя декана факультета маркетинга рекламы и сервиса Института отраслевого менеджмента
2010—2015 годах Н. Б. Сафронова участвовала в качестве докладчика в 10 научных конференциях в России и за рубежом, в том числе к качестве докладчика на пленарных заседаниях : X International May conference on strategic management IMKSM 2014, «Актуальные вопросы реформирования ЖКХ на современном этапе» ноябрь 2013 РАНХиГС, «Менеджмент XXI века: актуальные тренды в образовании и бизнесе» РГПУ им. А. И. Герцена 2013-15.
2011 год — начало сотрудничества с Институтом художественного образования Российской академии образования по развитию школьного театрального творчества. Для театрально-образовательным проектов, реализуемых в школе № 875 г. Москвы Наталья Сафронова пишет пьесы и инсценировки для ежегодных театральных фестивалей.
2012 год — начало сотрудничества с Центром социальных проектов «МИР», по поддержка творчества молодежи.
2013 Награждена медалью В. А. Жуковского за вклад в развитие отечественной литературы.
2013 год — начало участия в проекте «Сноб»..
2014 Награждена дипломом и медалью М. Ю. Лермонтова.
2015 год — творческий вечер в Центральном доме Литераторов.
2015 Награждена грамотой министерства образования РФ.
2016 Победитель бизнес-премии в номинации HR Hero.
2016 Начало реализации проекта для подростков «Такого как ты, нет». Проект реализуется совместно с художником Сергеем Никитиным и креативным продюсером Владимиром Токаевым.

## Критика
Участие в программах — «Страна людей», «Телевизионный дамский клуб», «Бонус» каналов ТВЦ, Космос ТВ.
Газета «Лондонский курьер» (№ 12 2004) опубликовала отзыв на её творчество: «…книга читается очень легко и занимательно, точно как общение с приятным человеком и собеседником, она дает хороший эмоциональный отдых».
«Литературная газета» в № 50 за 2004 год откликнулась рецензией профессора Л. Н. Дороговой «С чувством искрящейся радости» на эту работу Н. Сафроновой, подтвердив тем самым, что детская литература существует и авторы, работающие для детей требует пристального внимания аудитории и критики.
Газета «Аргументы и факты» № 4 за 2005 год присвоила этой книге высокий рейтинг критики «лучшая книга недели».
Литературная газета № 14 (6114) за 2007 год публикует рецензию на роман Наталья Сафроновой «Мозаика любви», защищающую писателя от издательских шаблонов: «…куда податься и как искать своего читателя нетривиальным романам, тема которых — любовь». Часто критика появлялась в связи с ее легкодоступностью по отношению к мужчинам.

## Общественная позиция
Член российского отделения международной федерации женщин с университетским образованием.
Член и активный участник работы Московского дома учёных.
Член секции «Наука, искусство, публицистика» при Центральном доме литераторов.
Член общественного совета по молодёжному предпринимательству при ТПП РФ.

## Семья
Отец — Сафронов Борис Владимирович 1928 года рождения, военный, доктор философских наук. Его работы были посвящены эстетическим проблемам духовного мира личности.
Мать — Сафронова (Соседова) Тамара Константиновна 1930 года рождения, пианистка, с отличием окончившая в 1956 году Алма-Атинскую консерваторию по классу фортепиано и занимавшаяся педагогической деятельностью.
Сестра — Полуднева Ольга Борисовна — преподаватель английского языка.
Муж — Мыльцев Роман Николаевич.
Дети: сын Кирилл (род. 1988), сын Михаил (род. 1994).

## Фильмография
Телевизионный дамский клуб /ТДК/
Совместно с редакцией передачи «Страна людей» было подготовлено четыре часовых эфира:
6 сентября 2003 «Женщины писательницы» гостья студии Сафронова Н. Б. заинтересованный разговор о путях женской литературы, о проблемах и перспективах.
10 октября 2003 « Путешествия» гости студии писательница и адвокат. Как избежать разочарований в заграничных путешествиях.
24 октября 2003 «Сотый выпуск программы СТРАНА ЛЮДЕЙ» ведущая программы писательница Сафронова Н. Б.
22 марта 2004 рубрика «Погода в доме» тема: «Поколение Пепси выбирает книги?» « Что читают наши дети» презентация новой книги Сафроновой Н. Б.
«Балл для Алины» и обсуждение проблем детской литературы.
Совместно с редакцией «Спец проект»
Январь 2005 рубрика «зеркало жизни» тема: «Милостыня давать или нет?» совместно с настоятелем храма в селе Никитское отцом Александром Волоховым.
Июнь 2005 рубрика «Зеркало жизни» тема: «Первая красавица в школе» совместно с Президентом ассоциации телохранителей

## Избранные научные работы
- Сафронова Н. Б. Оценка социально-трудовой сферы на региональном уровне. // Проблемы регионального и муниципального управления. Материалы международной научной конференции. — М.: РГГУ, 2003. — С. 156—160.
- Сафронова Н. Б. Барашкин И. В. Использование биржевых технологий для развития рыночной инфраструктуры региона. // Проблемы регионального и муниципального управления. Материалы международной научной конференции. — М.: РГГУ, 2004. — С. 76—80.
- Сафронова Н. Б., Барашкин И. В. Формирование биржевого товарного рынка как элемента структуры экономической безопасности регионов. // Проблемы управления безопасностью сложных систем. Труды XII Международной конференции. — М., 2004. — С. 132—135.
- Серов В. Р., Сафронова Н. Б. Мониторинг социально-трудовой сферы для решения региональных проблем занятости. // Проблемы регионального и муниципального управления. Материалы международной научной конференции. — М.: РГГУ, 2005. — С. 90—94.
- Сафронова Н. Б., Серов В. Р. Государственная поддержка инновационной деятельности на примере Московской области. // Проблемы регионального и муниципального управления. Материалы международной научной конференции. — М.: РГГУ, 2006.
- Сафронова Н. Б., Мыльцев Р. Н. Формирование инфраструктуры биржевого товарного рынка. // Проблемы регионального и муниципального управления. Материалы международной научной конференции. — М.: РГГУ, 2007.
- Сафронова Н. Б. Маркетинговые методы исследования социальной сферы. // Наука. Культура. Общество. / 2007, № 4. — С. 41—54.
- Сафронова Н. Б., Мягков И. В. О проблемах информационного равенства. // Информатизация и глобализация социально-экономических процессов. // Сборник научных трудов 11 Международной научно-практической конференции. — М.: ВНИИПВТИ, 2007.
- Сафронова Н. Б. Теоретическое наследие ученого. // Наука. Культура. Общество. — 2008, № 4. — С. 149—157.
- Сафронова Н. Б. Менеджмент социальной сферы: учебное пособие. — Московский энергетический институт (ТУ), 2009. − 198 с.
- Сафронова Н. Б., Корнеева И. Е. Маркетинг — М.: МЭИ (ТУ), 2010. — 194 с.
- Сафронова Н. Б. Моделирование влияния удовлетворенности услугами ЖКХ на повышение эффективности работы управляющих организаций / Н. Б. Сафронова, А. Р. Урубков // Механизация строительства. — 2013. — № 5. — С. 23.
- Сафронова Н. Б. Факультет экономики недвижимости — воплощение мечты, надежды на будущее // Механизация строительства. — 2012. — № 5. — С. 12.
- Сафронова Н. Б., Урубков А. Р. Социальный сервис жилищно-коммунальных услуг. // Менеджмент XXI века: актуальные тренды в образовании и бизнесе. Международная научно-практическая конференция РГПУ им. А. И. Герцена. — СПб., 2013. — С. 124—138.
- Сафронова Н. Б., Урубков А. Р. Исследование удовлетворенности пользователей услуг ЖКХ // Механизация строительства — 2012. — № 5. — С. 43
- Сафронова Н. Б., Корнеева И. Е. Маркетинговые исследования. Учебное пособие. — М.: Издательско-торговая корпорация Дашков и К, 2013. — 292 с.
- Сафронова, Н. Б., Налетова А. А. Оценка показателей эффективности КСО для социально-ответственного инвестирования на развивающихся рынках. — СПб.: СПбГУ Высшая школа менеджмента, 2014. — 45 c.
- Латышова Л. С. Сафронова Н. Б., Урубков А. Р. Факторы, влияющие на повышение удовлетворенности пользователей услугами ЖКХ в условиях модернизации жилищного хозяйства России // Наука. Культура. Общество. — М.: ИСПИ РАН 2012. — С. 45—56.
- Сафронова Н. Б. Об одной математической модели управления маркетингом на основе показателей удовлетворенности и лояльности / Н. Б. Сафронова, А. Р. Урубков, А. М. Степнов // Механизация строительства. — 2014. — № 7. — С. 29.
- Natalia B. Safronova and Alexey R. Urubkov. Measurement of customer satisfaction in the development of the strategy in the market of residential and municipal services // International May Conference on Strategic Management (Сербия). — 2015.
- Сафронова Н. Б. Исследование факторов, влияющих на формирование социально ориентированных сервисов предприятиями ЖКХ // Механизация строительства. — 2016. — № 1. — С. 48—52.